# Kreistangente
Tangente eines Kreises ist jede in der gleichen Ebene verlaufende Gerade, die mit dem Kreis genau einen Punkt gemeinsam hat.

Die in der Kreisebene verlaufenden Geraden lassen sich einteilen in Sekanten, Tangenten und Passanten. Die Tangenten stellen dabei in gewisser Weise den Grenzfall dar zwischen Sekanten und Passanten.
Eine Grundeigenschaft der Tangente ist es, dass sie orthogonal (im rechten Winkel) zu ihrem Berührungsradius verläuft, also zur Verbindungslinie zwischen dem Berührpunkt und dem Kreismittelpunkt. Umgekehrt ist jede Gerade, die im Endpunkt eines Radius senkrecht auf diesem steht, auch eine Tangente des Kreises. Dies hängt damit zusammen, dass die Gerade, zu der der Radius gehört (wie jede Gerade durch den Mittelpunkt) Symmetrieachse des Kreises ist.

## Tangenten eines Kreises
Tangentenabschnitte von einem Punkt an den Kreis sind gleich lang.
Beweis:
Nach dem Satz des Pythagoras gilt
(1.1)   {\displaystyle MP^{2}=AP^{2}+r^{2}}
(1.2)   {\displaystyle MP^{2}=BP^{2}+r^{2}}
(2.1)   {\displaystyle AP^{2}=BP^{2}}
(2.2)   {\displaystyle AP=BP}
Das Quadrat der Länge dieser Tangentenabschnitte ist gleich der Potenz des Punktes bezüglich des Kreises.

### Konstruktion der Tangente
Für eine Konstruktion mit Zirkel und Lineal reicht es keinesfalls aus, nach Augenmaß eine Gerade zu finden, die den Kreis k „gerade noch“ berührt.
- Wenn der Berührpunkt gegeben ist (oder beliebig gewählt werden darf), so ist zuerst der Berührungsradius einzuzeichnen und dann das Lot dazu im Berührpunkt.

- Wenn ein Punkt P außerhalb des Kreises gegeben ist, durch den die Tangente gehen soll, so muss zunächst der Berührpunkt gefunden werden. Da hierbei ein rechter Winkel entstehen muss, hilft der Satz des Thales:
Man verbindet den Punkt P mit dem Kreismittelpunkt M und zeichnet über der Strecke [PM] den Thaleskreis. Dieser schneidet den Kreis k in zwei Punkten, die als Berührpunkte geeignet sind. Man erhält also durch den Punkt P zwei mögliche Kreistangenten.  Die durch die beiden Berührpunkte bestimmte Gerade heißt Polare des Punktes P bezüglich des Kreises k.

- Eine Alternative zur Konstruktion mit Hilfe des Thaleskreises ist die Konstruktion direkt über die zum Punkt P gehörende Polare. Hierzu zeichnet man zwei vom P ausgehende beliebige Sekanten und teilt dann die von ihnen erzeugten Sehnen harmonisch, wobei der Punkt P jeweils der äußere Teilungspunkt der harmonischen Teilung der Sehne ist. Die beiden inneren Teilungspunkte der Sehnen liegen dann auf der Polaren zu P und die Polare schneidet den Kreis in den beiden Berührungspunkten der zu konstruierenden Tangenten. Den inneren Teilungspunkt der harmonischen Teilung einer Sehne kann man dabei wie folgt konstruieren. Man zeichnet eine beliebige durch P verlaufende Hilfsgerade und wählt auf dieser einen (beliebigen) von P verschiedenen Punkt X. Dann zeichnet man die Verbindungsgerade zwischen X und dem hinteren Endpunkt B der Sehne und anschließend eine Parallele zu dieser Geraden durch den vorderen Endpunkt A der Sehne. Diese Parallele schneidet die ursprüngliche Hilfsgerade in einen Punkt Y und man trägt nun auf der anderen Seite von A eine Strecke der Länge |AY| ab und verbindet deren Endpunkt Z mit X. Die Strecke ZX schneidet dann die Sehne AB im Punkt Q, welcher der innere Teilungspunkts der harmonischen Teilung von AB ist. Das heißt, P und Q teilen die Sehne AB harmonisch und Q liegt auf der zu P gehörenden Polaren. Diese Konstruktion mit Hilfe der Polaren lässt sich auch auf anderen Kegelschnitten anwenden, das heißt, man kann auf die Weise auch Tangenten an Ellipse, Parabeln und Hyperbeln konstruieren.

- Eine weitere Konstruktionsmöglichkeit, die ohne den Mittelpunkt des Kreises auskommt, benutzt eine durch den Tangentenpunkt P führende, aber ansonsten beliebige Sekante AB des gegebenen Kreises,[1] wobei B der P fernere Punkt ist, siehe Bild rechts. Der Thaleskreis über PB (gelb) wird von einer Senkrechten von PB durch A in C geschnitten (blau). Der um P geschlagene Kreis durch C (grün) schneidet den gegebenen Kreis in seinen Berührungspunkten D und E mit den Tangenten (rot). Denn nach dem Satz von Thales ist im Dreieck ΔPBC der Winkel ∠PCB ein Rechter und der Höhensatz besagt

|AC|2 = |PA|·|AB|
Der Satz des Pythagoras liefert in ΔCPA:
|PC|2 = |PA|2+|AC|2 = |PA|2+|PA|·|AB| = |PA|·(|PA|+|AB|) = |PA|·|PB|
Und das ist nach dem Sekanten-Tangenten-Satz genau das Abstandsquadrat von P zu den Berührungspunkten.

### Analytische Geometrie

Analytische Beschreibung der Kreistangente:

Ist ein Kreis {\displaystyle k} mit dem Radius {\displaystyle r} und dem Mittelpunkt {\displaystyle M(x_{M}|y_{M})} gegeben durch die Gleichung
{\displaystyle \left|{\overrightarrow {MX}}\right|\,=\,r\,}   oder   {\displaystyle \,(x-x_{M})^{2}+(y-y_{M})^{2}\,=\,r^{2}},
und ist der Berührpunkt {\displaystyle B=B(x_{B}|y_{B})\in k},
so lautet die Gleichung der Tangente mit dem Skalarprodukt:
{\displaystyle {\overrightarrow {MB}}\cdot {\overrightarrow {MX}}\,=\,r^{2}}
bzw. {\displaystyle (x_{B}-x_{M})\cdot (x-x_{M})+(y_{B}-y_{M})\cdot (y-y_{M})\,=\,r^{2}}
({\displaystyle X(x|y)}) steht dabei für einen beliebigen Punkt der Tangente.

## Gemeinsame Tangenten zweier Kreise

Zwei Kreise (rot) mit äußeren (grün) und inneren Tangenten (blau)

Zwei Kreise haben höchstens vier gemeinsame Tangenten, die beide Kreise zugleich berühren. Die Tangenten schneiden sich in den Ähnlichkeitspunkten der Kreise, von denen aus sie als zentrische Streckung voneinander erscheinen. Die inneren Tangenten gehen durch einen Punkt, der zwischen den Mittelpunkten der Kreise liegt, und die äußeren Tangenten treffen sich jedenfalls nicht zwischen den Kreisen. Es gibt
1. vier gemeinsame Tangenten, nämlich zwei äußere und zwei innere, wenn die Kreise keine gemeinsamen Punkte haben und sich nicht umschließen,
2. nur drei gemeinsame Tangenten, nämlich zwei äußere und eine innere, wenn sich die Kreise äußerlich berühren,
3. nur zwei gemeinsame äußere Tangenten, wenn sich die Kreise in zwei Punkten schneiden,
4. nur eine gemeinsame äußere Tangente, wenn sich die Kreise innerlich berühren, und

keine gemeinsamen Tangenten, wenn der eine Kreis den anderen vollständig umschließt.

### Gemeinsame äußere Tangenten zweier Kreise
Die gemeinsamen äußeren Tangenten zweier Kreise existieren nur dann, wenn die Differenz ihrer Radien betraglich kleiner oder gleich dem Abstand ihrer Mittelpunkte ist. Dann schneiden sich die Kreise in zwei Punkten, berühren sich innerlich oder äußerlich in einem Punkt oder sie liegen ohne gemeinsame Punkte auseinander. Die äußeren Tangenten treffen sich bei verschieden großen Kreisen in einem Ähnlichkeitspunkt, der nicht zwischen ihren Mittelpunkten liegt.

#### Spezialfälle

##### Berührende Kreise
Wenn sich die Kreise in einem Punkt berühren, dann besitzen sie eine gemeinsame Tangente, die durch den Berührungspunkt geht und die dortige Senkrechte zur Zentrallinie durch ihre Mittelpunkte PQ' ist. Bei sich innerlich berührenden Kreisen (wie ☉P, ☉Q) ist diese Tangente eine äußere und es gibt keine inneren, und bei sich äußerlich berührenden Kreisen (wie ☉P, ☉Q') ist diese Tangente eine innere und es gibt zwei äußere Tangenten, die sich wie unten dargestellt konstruieren. Die Konstruktion der Tangente im Berührungspunkt erfolgt als Mittelsenkrechte wie dort beschrieben.

##### Gleichgroße Kreise
Wenn die beiden Kreise gleich groß sind, dann sind ihre gemeinsamen äußeren Tangenten im Abstand der Radien der Kreise zur Zentrallinie PQ liegende Parallelen, die wie dort beschrieben ermittelt werden. Die inneren Tangenten werden, wenn existent, wie unten dargestellt konstruiert.

#### Konstruktion der äußeren Tangenten
Zur Konstruktion der äußeren Tangenten von zwei ungleichgroßen, sich nicht innerlich berührender Kreise, werden im Folgenden zwei Möglichkeiten beschrieben.

Konstruktion der äußeren Tangenten

- Die dafür meistbenutzte Konstruktion erfolgt in fünf Hauptschritten:[1]

1. Die Konstruktion beginnt damit, dass die beiden Kreise ☉P und ☉Q gezeichnet werden, für die die äußeren Tangenten gesucht sind. Die Mittelpunkte der Kreise liegen in P bzw. Q und ihre Radien sind rP bzw. rQ mit rP>rQ.
2. Der Mittelpunkt M der Strecke PQ wird als Schnittpunkt mit ihrer Mittelsenkrechten wie dort beschrieben konstruiert (pink im Bild). Der Thaleskreis um M durch P führt auch durch Q (rot).
3. Um einen Schnittpunkt A von ☉P mit der Zentrallinie wird ein Kreis mit Radius rQ geschlagen, der die Zentrallinie zwischen A und P in B schneidet (lindgrün). Der Abstand von B zu P ist somit gleich der Differenz der Radien der gegebenen Kreise. Um P wird ein Kreis durch B geschlagen und mit dem Thaleskreis in G zum Schnitt gebracht (grün).
4. Die Halbgerade [PG schneidet den Kreis ☉P in L und die Parallele zu PL durch Q schneidet ☉Q in R (braun).
5. Die Gerade LR wird gezogen (blau). Sie ist eine der gesuchten gemeinsamen äußeren Tangenten der Kreise.

Denn weil G auf dem Thaleskreis über PQ liegt, ist der Winkel ∠PGQ ein Rechter. Weil QR parallel und gleich GL und der Winkel ∠PGQ ein Rechter ist, ist GLRQ ein Rechteck, die Winkel ∠RLP und ∠LRQ ebenfalls Rechte, und folglich ist LR eine Tangente an beiden Kreisen.
Die andere gemeinsame äußere Tangente ergibt sich z. B. durch Achsenspiegelung an der Zentrallinie: Schlagen eines Kreises um P durch R, was im anderen Schnittpunkt mit ☉Q den Spiegelpunkt R' ergibt, und durch Schlagen eines Kreises um Q durch L, was im anderen Schnittpunkt mit ☉P den Spiegelpunkt L' ergibt. Die andere Tangente ist dann die Gerade L'R' (gelb im Bild).

Konstruktion mittels Punkt P, dem Ähnlichkeitszentrum der beiden Kreise.

- Eine Alternative zur obigen (mit dem Hilfskreis, grün: Differenz der Radien der gegebenen Kreise) ist die folgende, weniger bekannte Konstruktion, die das äußere Ähnlichkeitszentrum P der beiden Kreise benutzt.[2] Die Konstruktion der zwei gemeinsamen äußeren Kreistangenten erfolgt in fünf Hauptschritten.

1. Nach dem Einzeichnen der beiden gegebenen Kreise k1 und k2 mit ihren Mittelpunkten M1 und M2 auf der über M2 hinaus verlängerten gemeinsamen Mittelachse, wird der Punkt A1 beliebig auf dem Kreis k1 bestimmt (siehe nebenstehendes Bild) und mit M1 verbunden.
2. Die Parallele zur Strecke M1A2 ab M2 erzeugt den Punkt A2.
3. Die Halbgerade durch A2 liefert den Punkt P, das äußere Ähnlichkeitszentrum der beiden Kreise.
4. Der Thaleskreis über M2P bestimmt die beiden Berührpunkte B2 und B'2.
5. Zwei Halbgeraden, eine ab P durch B2 und eine ab P durch B'2 bilden schließlich die zwei gesuchten Tangenten t1 und t2 mit den Berührpunkten B1 und B'1 auf dem Kreis k1.

Die gepunkteten Linien sind nicht Teil der Konstruktion, sie dienen lediglich der Verdeutlichung.

### Innere Tangenten

Innere Tangenten an zwei Kreise

#### Begriffliche Erläuterung
Gegeben seien zwei Kreise, die keine gemeinsamen Punkte haben und nicht ineinander liegen. Eine gemeinsame Tangente beider Kreise, welche die Verbindungsstrecke ihrer Mittelpunkte schneidet, heißt innere Tangente.

#### Konstruktion der inneren Tangenten

Konstruktion der inneren Tangenten

Sich äußerlich berührende Kreise besitzen nur eine innere Tangente und die führt durch den Berührungspunkt. Sie wird wie im Abschnitt #Berührende Kreise gezeigt ermittelt.
Zur Konstruktion der inneren Tangenten von zwei, sich nicht äußerlich berührender Kreise werden im Folgenden zwei Möglichkeiten beschrieben.
- Die dafür meistbenutzte Konstruktion erfolgt in fünf Hauptschritten analog zur #Konstruktion der äußeren Tangenten[1]:

1. Die Konstruktion beginnt damit, dass die beiden Kreise ☉P und ☉Q gezeichnet werden, für die die inneren Tangenten gesucht sind. Die Mittelpunkte der Kreise liegen in P bzw. Q und ihre Radien sind rP bzw. rQ mit rP>rQ.
2. Der Mittelpunkt M der Strecke PQ wird als Schnittpunkt der Zentrallinie mit der Mittelsenkrechten wie dort beschrieben konstruiert. Der Thaleskreis um M durch P führt auch durch Q (rot).
3. Um den Schnittpunkt A von ☉P mit der Strecke PQ wird ein Kreis mit Radius rQ geschlagen, der PQ zwischen A und Q in B schneidet (lindgrün). Der Abstand von B zu P ist somit gleich der Summe der Radien der gegebenen Kreise. Um P wird ein Kreis durch B geschlagen und mit dem Thaleskreis in G zum Schnitt gebracht (grün).
4. Die Halbgerade [PG schneidet ☉P in L und die Parallele zu PG durch Q schneidet ☉Q in R (braun).
5. Die Gerade LR wird gezogen (blau). Sie ist eine der gesuchten gemeinsamen inneren Tangenten der Kreise.

Denn weil G auf dem Thaleskreis über PQ liegt, ist der Winkel ∠PGQ ein Rechter. Weil QR parallel und gleich GL und der Winkel ∠PGQ ein Rechter ist, ist GLRQ ein Rechteck, die Winkel ∠RLP und ∠LRQ ebenfalls Rechte, und folglich ist LR eine Tangente an beiden Kreisen.
Die andere gemeinsame innere Tangente ergibt sich z. B. durch Achsenspiegelung an der Zentrallinie: Schlagen eines Kreises um P durch R, was im anderen Schnittpunkt mit ☉Q den Spiegelpunkt R' ergibt. Die andere Tangente ist dann die Gerade durch R', die durch den Schnittpunkt I der Zentrallinie PQ mit der Tangente LR geht. Denn die inneren Tangenten schneiden sich im Ähnlichkeitspunkt I, der zwischen den Mittelpunkten der Kreise auf ihrer Verbindungsgeraden liegt (gelb im Bild).

Konstruktion mittels Punkt P, dem Ähnlichkeitszentrum der beiden Kreise.

- Eine Alternative zur obigen (mit dem Hilfskreisbogen, lindgrün: Addition der Radien der gegebenen Kreise), ist die folgende, weniger bekannte Konstruktion. Mit der Verwendung des Punktes P des äußeren Ähnlichkeitszentrums der beiden Kreise (in diesem Fall dazwischen liegend) erfolgt die Konstruktion der zwei gemeinsamen inneren Kreistangenten in fünf Hauptschritten analog zur #Konstruktion der äußeren Tangenten.[2]

1. Nach dem Einzeichnen der beiden gegebenen Kreise k1 und k2 mit ihren Mittelpunkten M1 und M2 auf der gemeinsamen Mittelachse, wird der Punkt A1 beliebig auf dem Kreis k1 bestimmt (siehe nebenstehendes Bild) und mit M1 verbunden.
2. Die Parallele zur Strecke M1A1 ab M2 erzeugt A2 auf dem Kreis k2.
3. Die anschließende Verbindung des Punktes A1 mit A2 liefert Punkt P, das äußere Ähnlichkeitszentrum der beiden Kreise.
4. Der Thaleskreisbogen (grün) über der Mitte der Strecke M1P bestimmt die beiden Berührpunkte B1 und B'1.
5. Zwei Geraden, eine durch B1 und P und eine durch B'1 und P, bilden schließlich die zwei gesuchten Tangenten t1 und t2 mit den Berührpunkten B2 und B'2 auf dem Kreis k2.

Die gepunkteten Linien sind nicht Teil der Konstruktion, sie dienen lediglich der Verdeutlichung.

## Drei Kreise

### Eigenschaften von paarweise inneren Tangenten
Gegeben seien drei Kreise, die keine gemeinsamen Punkte haben und nicht ineinander liegen. Verbindet man die Schnittpunkte der inneren Tangenten eines jeden Kreispaares mit dem Mittelpunkt des dritten Kreises, dann schneiden sich die drei Verbindungslinien in einem Punkt.
Beweis:
Die aus den Kreisen um A und B und ihren inneren Tangenten bestehende Figur ist achsensymmetrisch zu der Geraden durch ihre Mittelpunkte. Deshalb sind die beiden farbig markierten Dreiecke ähnlich. Somit gilt:
{\displaystyle {\frac {\overline {AD}}{\overline {DB}}}={\frac {r_{1}}{r_{2}}}} und analog:
{\displaystyle {\frac {\overline {BE}}{\overline {EC}}}={\frac {r_{2}}{r_{3}}}}
{\displaystyle {\frac {\overline {CF}}{\overline {FA}}}={\frac {r_{3}}{r_{1}}}}
Daraus folgt:
{\displaystyle {\frac {\overline {AD}}{\overline {DB}}}\cdot {\frac {\overline {BE}}{\overline {EC}}}\cdot {\frac {\overline {CF}}{\overline {FA}}}=1}
Nach der Umkehrung des Satzes von Ceva folgt hieraus die behauptete Aussage.

### Schnittpunkte der paarweise äußeren und inneren Tangenten

Der Satz von Monge besagt, dass die drei Schnittpunkte (blau) der paarweise äußeren Tangenten von drei Kreisen auf einer Geraden liegen (grün im Bild). Ferner konnte Jakob Steiner zeigen, dass der Schnittpunkt der äußeren Tangenten zweier Kreise mit den Schnittpunkten der inneren Tangenten des dritten Kreises mit dem einen und dem anderen Kreis auf einer Gerade liegen. Allgemeiner gelten diese Sätze für die zu den Kreisen paarweise gehörenden Ähnlichkeitspunkten, in denen sich auch die gemeinsamen Tangenten schneiden.